# Ferdinand Wilcke

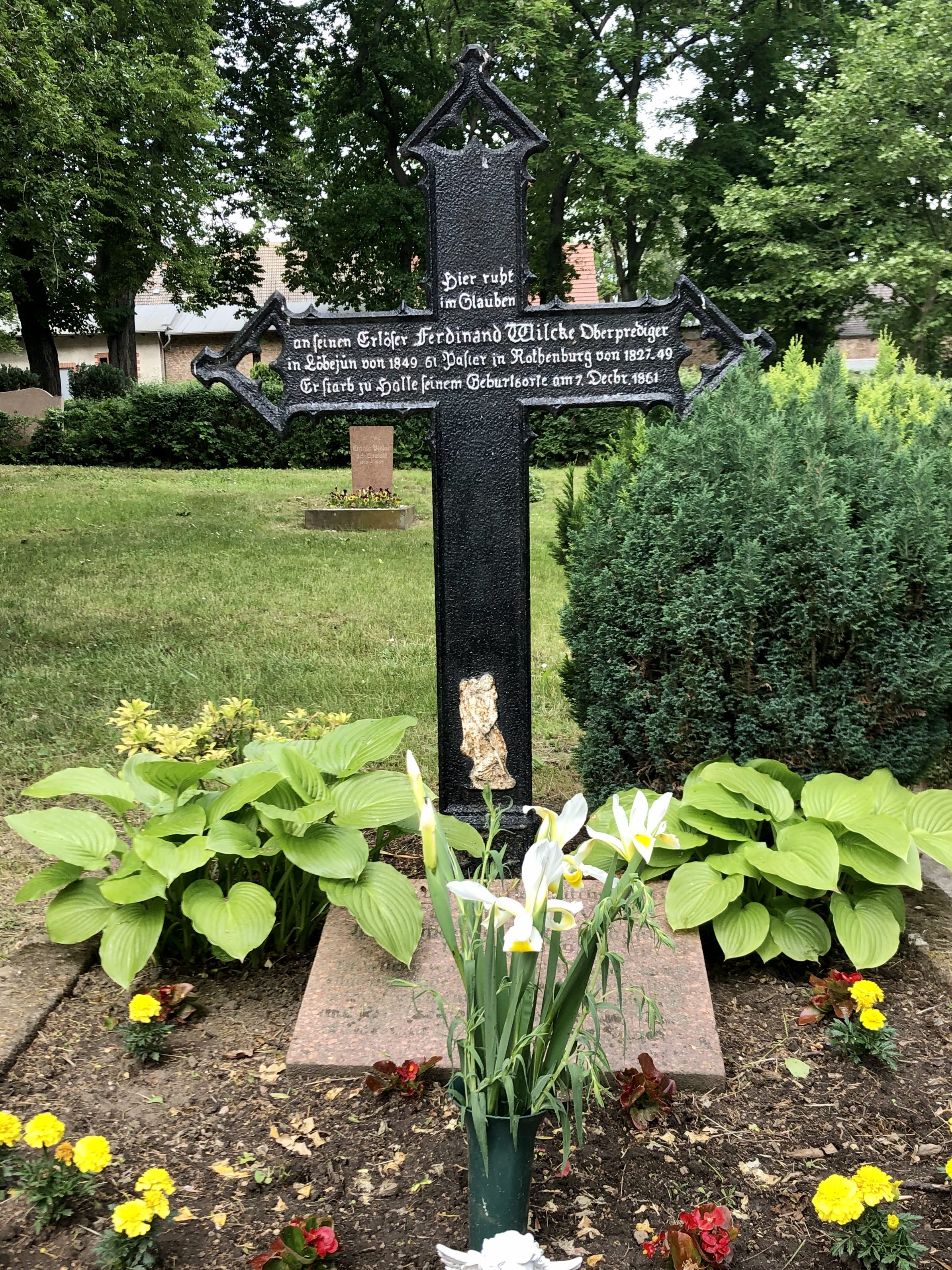
Grab von Ferdinand Wilcke

Wilhelm Ferdinand Wilcke (* 28. November 1800 in Halle (Saale); † 7. Dezember 1861 ebenda) war ein deutscher Autor und Prediger.

## Leben und Wirken
Wilcke besuchte die Latina in Halle und studierte danach bis 1823 Theologie an der Universität Halle. 1825 wurde er promoviert und 1827 ordiniert. Seine erste Pfarrstelle hatte er von 1827 bis 1849 als Pastor in Rothenburg inne, anschließend war er bis 1861 als Oberprediger an der Löbejüner Stadtkirche St. Petri tätig.
Er wurde 1825 in die Freimaurerloge Zu den drei Degen in Halle aufgenommen.
Ferdinand Wilcke war ab 1831 mit der aus Schönebeck stammenden Auguste Friedrich (1810–1885) verheiratet. Das Paar hatte vier Söhne, von denen der Sohn Waldemar Wilcke ebenfalls Pfarrer wurde. Wilcke starb in Halle und wurde auf dem Friedhof in Löbejün beigesetzt.
Wilcke schrieb, basierend auf den damals zugänglichen Quellen, umfangreiche Werke über den Templerorden, die bis heute eine Materialsammlung zum Thema darstellen und neuaufgelegt wurden. Sie war im Sinne der von Leopold von Ranke fundierten Geschichtsschreibung verfasst. Darüber hinaus verfasste er regionalgeschichtliche Abhandlungen über seine Wirkungsorte Rothenburg und Löbejün.
1939 wurde er zum Ehrenbürger der Stadt Löbejün ernannt.

## Schriften
- Geschichte des Tempelherrenordens. 3 Bände. C. H. F. Hartmann, Leipzig 1826/1827/1835. (1. Band, Digitalisat im Internet Archive, 2. Band, Digitalisat im Internet Archive, 3. Band, Digitalisat im Internet Archive)
- Allgemeine Kirchengeschichte. Hartmann, Leipzig 1828. (Digitalisat im Internet Archive)
- Geschichte des Hüttenortes Rothenburg an der Saale. Eigenverlag, Rothenburg 1832. (Digitalisat im Internet Archive)
- Tradition und Mythe: Ein Beitrag zur historischen Kritik der kanonischen Evangelien überhaupt, wie insbesondere zur Würdigung des mythischen Idealismus im Leben Jesu von Strauss. Hartmann, Leipzig 1837. (eingeschränkte Vorschau in der Google-Buchsuche)
- Geschichte der Stadt Löbejün. Otto Hendel, Halle 1853, doi:10.25673/88173.
- Geschichte des Ordens der Tempelherren: nebst Bericht über seine Beziehungen zu den Freimaurern und den neuern pariser Templern. Zweite durchaus umgearbeitete und verbesserte Ausgabe. 2 Bände. Schwetschke, Halle 1860. (Digitalisat)
  - Neuauflage: Die Geschichte des Ordens der Tempelherren. Eingeleitet und hrsg. von Marco Frenschkowski. Marix, Wiesbaden 2005, ISBN 3-86539-057-9 (mit Einführung zum Stand der Forschung).